# Биримдик (партия)
Биримдик (Партия демократического социализма — евразийский выбор «Биримдик»; кирг. Биримдик демократиялык социализм – евразиялык тандоо; перевод — Единство) — пропрезидентская политическая партия в Кыргызстане, основанная в 2005 году как Демократическая партия «Биримдик». 8 мая 2013 года была зарегистрированна с текущим названием. В партии состоят многие бывшие чиновники и депутаты.
Политической идеологией партии является евразийство, социализм, демократия и парламентаризм.
У партии есть территориальные подразделения во всех регионах Кыргызстана, существуют руководящие органы партии, такие как: политсовет, исполком и ревизионная комиссия.

## История партии
Партия была основана 19 августа 2005 года, современное название получила 8 мая 2013 года. В 2019 году в партии произошло обновление и смена лидера, новым главой стал Марат Аманкулов, перерегистрация прошла 13 сентября 2019 года.

### Парламентские выборы 2020 года
Ближе к парламентским выборам 2020 года из старой партии власти в Кыргызстане — СДПК стали выходить её лидеры и переходить в ряды Биримдика.
Киргизские политологи давали наибольшие шансы на прохождение в парламент именно Биримдику, а также партиям Мекеним Кыргызстан, Кыргызстан, Бир Бол, Ата-Мекен и другим. От партии в парламент выдвигался брат президента Кыргызстана Сооронбая Жээнбекова — Алысбек Жээнбеков.
В начале сентября было опубликованно видео, на котором кандидат от Биримдика обещает избирателям полмиллиона сомов и просит 300 голосов.
Согласно данным социологического опроса фонда «Общее дело» партия занимала 2 место в стране по рейтингу с результатом 2% голосов. Среди всех опрошеных 58% респондентов затруднились ответить, 14% собирались проголосовать против всех.
Партия вошла в шестёрку партий с наибольшими затратами на выборы, вместе со следующими организациями: Мекеним Кыргызстан, Бир Бол, Кыргызстан, Социалистическая партия «Ата Мекен» и Замандаш.
В списке партии было 200 человек, первым был Акылбек Жамангулов, депутат парламента VI созыва, избранный от партии Республика-Ата Журт, вторым — Улукбек Кочкоров, депутат парламента V созыва, третьим — депутат парламента VI созыва по списку СДПК Торобай Зулпукаров. 70% кандидатов были мужчинами (140 человек) и 30% женщинами (60 человек).
По объявленным итогам парламентских выборов (обработано 99% бюллетеней) Биримдик набрал 24% голосов, после чего в стране начались митинги сторонников партий, не прошедших в парламент страны. Пресс-секретарь партии заявил, что Биримдик готов принять участие в повторных парламентских выборах.
По данным фонда «Общее дело» было зафиксировано 75 случаев подкупа избирателей партией Биримдик.
6 октября в городе Ош прошёл митинг сторонников партии, участники которого были против свержения Сооронбая Жээнбекова.
В декабре 2020 года лидер партии Марат Аманкулов покинул партию «Биримдик».